# Nittochi Nishi Shinjuku Building
La Nittochi Nishi Shinjuku Building (日土地西新宿ビル) est un gratte-ciel construit à Tokyo en 2002 dans le district de Shinjuku-ku. Il mesure 110 mètres de hauteur et abrite des bureaux sur 23 étages.
Les architectes sont les sociétés Taisei Corporation, Nikken Sekkei et Nihon Sekkei (ja)